# RTOP-21 Šibenik
RTOP-21 Šibenik je ratni brod u sastavu flote Hrvatske ratne mornarice. Izgrađen je u Brodogradilištu Kraljevica, a porinut je 28. kolovoza 1977. U sastavu flote Jugoslavenske ratne mornarice ušao je 1978. godine, a nosio je ime Vlado Četković (RTOP-402). Zapljenjen je u Šibeniku 1991. godine, dok se nalazila na remontu, odnosno modernizaciji, na navozu Brodogradilišta Velimir Škorpik. U sastav flote HRM ušao je 28. rujna 1991. godine.
Šibenik je sudjelovao kao potpora u vojnim operacijama u Domovinskom ratu: vojne operacije oslobođenja juga Hrvatske, u operacijama u okolici Šibenika, u operaciji Maslenica, te kao potpora i zaštita južnih dijelova teritorijalnog mora Republike Hrvatske za vrijeme Bljeska i Oluje.

## Karakteristike
RTOP-21 Šibenik je raketna topovnjača klase Rade Končar (raketna topovnjača klase 401). Razvoj ove klase brodova započeo je 1970-ih godina u SFRJ pod nazivom projekt Vrbas. Prvi brod u klasi, RTOP-401 Rade Končar, porinut je 15. listopada 1976. godine. Ukupno je izgrađeno 6 brodova ove klase: osim RTOP-401 te RTOP-402 (sada RTOP-21 Šibenik) to su RTOP-403 Ramiz Sadiku, RTOP-404 Hasan Zahirović-Laca, RTOP-405 Jordan Nikolov – Orce i RTOP-406 Ante Banina. Ove brodove projektirao je Brodarski institut iz Zagreba.
Trup broda izrađen je od čelika debljine 3 do 12 mm, poludeplasmanske je forme i podeljen na 11 vodonepropusnih prostora. Brod bi trebao zadržati plovnost u slučaju plavljenja bilo koje dvije susjedne prostorije. Dimenzije broda su: dužina preko svega - 44,99 m,  širina - 8,4 m, gaz - 2,6 m, visina - 12,8 m. Standardna istisnina mu je 237 tona, dok puna istisnina iznosi 260 tona.
Ima kombiniranu pogonsku grupu (CODAG konfiguracija, od engl. Combined diesel and gas): dvije plinske turbine Rolls-Royce Marine Proteus 52 M/ 558 (svaka snage 3309 kW/4500 KS) i dva diezelova motora MTU 16 V 538 TB91 (svaki snage 2647 kW/3600 KS) koji pokreću četiri osovine, brodski vijci s prekretnim krilima propelera. Dizelski motori predstavljaju glavni pogon i koriste se za plovidbu u normalnim uvjetima, a plinske turbine su namijenjene za postizanje većih brzina potrebnih u borbi. S dizelskim pogonom brod ima maksimalnu brzinu od 25 čvorova, s plinskimim turbinama 28 čvorova, dok mu je maksimalna brzina 40 čvorova. Iako je RTOP-21 Šibenik stariji od RTOP-11 i RTOP-12, ima veću brzinu (40 čvorova naprema 37), a njegov pogonski sklop se pokazao puno pouzdanijim (za ove dvije raketne topovnjače predviđena je remotorizacija). Dopolov broda je 780 nautičkih milja s 22 čv.

## Naoružanje i oprema
Na krmenom dijelu raketne topovnjače nalaze se dva (moguće instalirati ukupno četiri) lansera za protubrodske projektile Saab Missiles RBS 15B s ukupno četiri projektila dometa 80 kilometara. Prije zarobljavanje raketno naoružanje su činile dvije rakete P-15 Termit, no ovo je kasnije zamijenjeno s RBS-om.
 
Krmeni top je šestocijevni rotirajući top AK-630M kalibra 30 mm, dok je pramčani top Bofors SAK 57 L/70 Mk 1 kalibra 57 mm.

Automatski top Bofors SAK 57 L/70 Mk 1 kalibra 57 mm namijenjen je za uništavanje ciljeva na moru, u zraku i na kopnu. Brzina gađanja je 200 metaka u minuti, efikasan domet protiv ciljeva na površini 12 km, a protiv ciljeva u zraku 6500 m.
Za upravljanje vatrom koristi se sustav Deimos/Fobos koji je preinaka sustava Philips 9LV 202. Brod ima i navigacijski radar Decca RM 1226.
Brod je opremljen sustavom za kontrolu i smanjenje brodskog magnetizma, uređajem za desalinizaciju morske vode, potrebnom navigacijskom opremom, uređajima za klimatizaciju, sredstvima za sigurnost plovidbe, protupožarnim sustavom i pumpom za sprečavanja prodora vode.

## Posada
Posadu broda čini 30 mornara, od toga četiri časnika te 11 dočasnika.